# Melissa Roxburgh
Pour les articles homonymes, voir Roxburgh.
Melissa Roxburgh, née le 10 décembre 1992 à Vancouver, en Colombie-Britannique, est une actrice canadienne.

## Biographie

### jeunesse et formation
Melissa Roxburgh naît le 10 décembre 1992 à Vancouver, en Colombie-Britannique. Son père, pasteur, est d'origine américaine et sa mère, joueuse de tennis britannique. Deuxième enfant de la fratrie, Melissa a deux sœurs et un frère : Kristie, Ashley et Matt. Au cours de son enfance, sa famille voyage dans plusieurs pays pour y effectuer des missions humanitaires,.
Avant de participer à la série Manifest, elle assiste à des cours de communication à l'université Simon Fraser, dans l'espoir de devenir journaliste.

### Carrière
En 2011, Melissa Roxburgh commence sa carrière d'actrice au grand écran, apparaissant dans la comédie familiale Journal d'un dégonflé : Rodrick fait sa loi (Diary of a Wimpy Kid : Rodrick Rules) de David Bowers, où elle interprète le personnage de Rachel, qui a pour suite Journal d'un dégonflé : Ça fait suer ! (Diary of a Wimpy Kid: Dog Days, 2012) avec le même réalisateur et même équipe, mais joue un autre personnage, Heather Hills. La même année, elle apparaît à la télévision, dans le téléfilm, une comédie musicale, Big Time Movie de Savage Steve Holland.
En 2012, elle joue Blake dans deux épisodes de la première saison d'Arrow, de même qu'elle interprète un rôle dans la série fantastique Supernatural, avant d’y retourner pour un autre rôle en 2014.
En 2014, elle est randonneuse dans le film d'horreur Leprechaun: Origins.
En 2015, elle lance l'alerte dans le film d'action The Marine 4: Moving Target, aux côtés de Michael « The Miz » Mizanin, ayant pour mission de l'amener au procureur.
En 2016, elle se déguise en fonctionnaire extraterrestre, Ensign Syl, servant sur l'USS Enterprise dans Star Trek : Sans limites (Star Trek Beyond) de Justin Lin.
En mars 2017, on apprend qu'elle est engagé à interpréter un des rôles principaux, Thea, membre de la CIA, dans la série dramatique Valor.

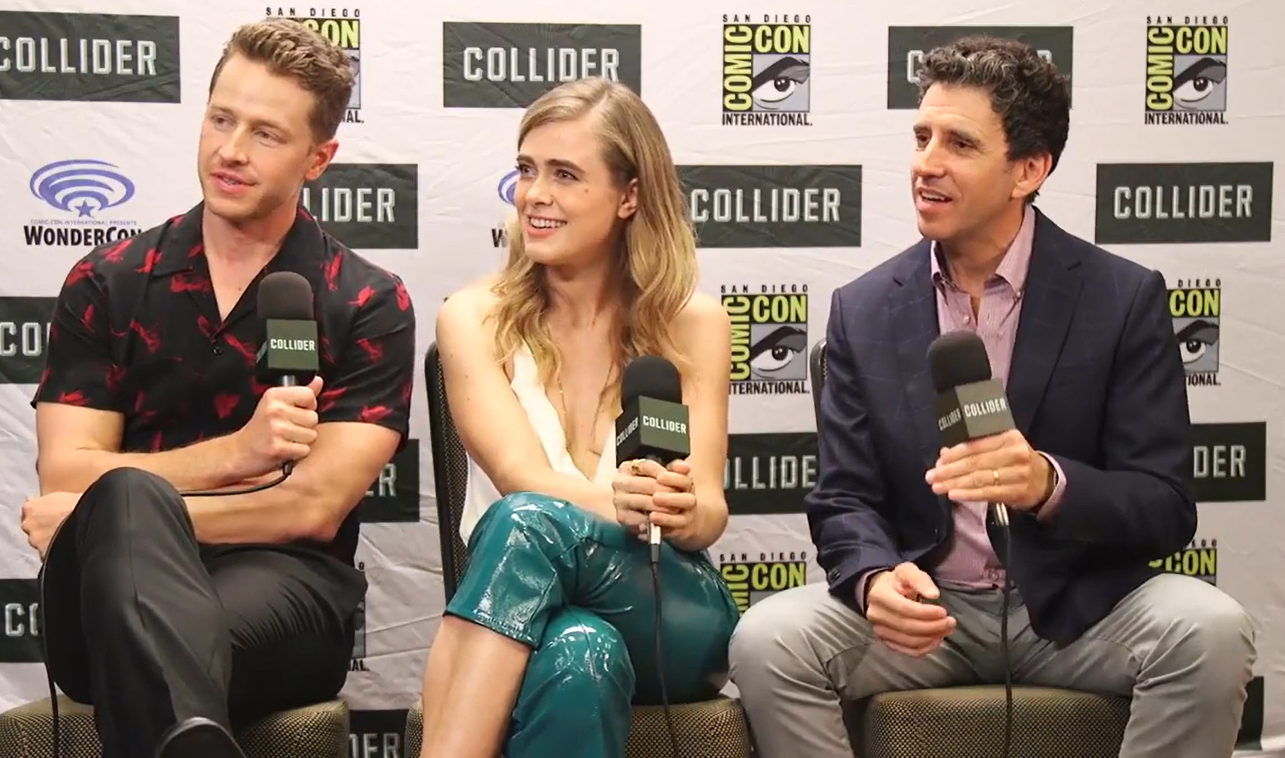
Avec Josh Dallas et Jeff Rake, en 2018.

En février 2018, on révèle qu'avec Josh Dallas, elle est choisie dans le rôle principal, l'inspectrice Michaela « Mick » Stone, dans la série fantastique Manifest, diffusée en septembre 2018 sur NBC. Le 14 juin 2021, NBC annonce l'annulation de la série après trois saisons, mais, en août 2021, on annonce que Melissa Roxburgh retrouve son personnage pour une quatrième et dernière saison sur Netflix.
En mai 2019, aux côtés de Britt Robertson et K.J. Apa, elle joue la sœur de Melissa, épouse du chanteur Jeremy Camp, dans le film biographique J'y crois encore (I Still Believe, 2020) d'Andrew et Jon Erwin,.

### Vie privée
Melissa Roxburgh est ambassadrice pour le IRC (International Rescue Committee). Elle était en couple avec J.R. Ramirez rencontré sur le tournage de Manifest.

## Filmographie

### Cinéma

#### Longs métrages
- 2011 : Journal d'un dégonflé : Rodrick fait sa loi ’Diary of a Wimpy Kid : Rodrick Rules) de David Bowers : Rachel
- 2012 : Journal d'un dégonflé : Ça fait suer ! (Diary of a Wimpy Kid : Dog Days) de David Bowers : Heather Hills
- 2014 : Leprechaun: Origins de Zach Lipovsky : Jeni
- 2015 : The Marine 4: Moving Target de William Kaufman : Olivia Tanis
- 2016 : Star Trek : Sans limites (Star Trek Beyond) de Justin Lin : Ensign Syl
- 2016 : Lost Solace de Chris Scheuerman : Azaria
- 2018 : In God I Trust de Maja Jacob : Mya Matheson
- 2020 : J'y crois encore (I Still Believe) d'Andrew et Jon Erwin : Heather Henning
- 2022 : Mindcage de Mauro Borrelli : Mary Kelly

#### Court métrage
- 2016 : 2BR02B: To Be or Naught to Be de Marco Checa Garcia : Leora Duncan

### Télévision

#### Téléfilms
- 2012 : Big Time Movie de Savage Steve Holland : une princesse
- 2013 : Rita de Miguel Arteta : Grace
- 2015 : Une rentrée qui tourne mal (Sorority Murder) de Jesse James Miller : Carly

#### Séries télévisées
- 2012-2013 : Arrow : Blake (2 épisodes)
- 2012 / 2014 : Supernatural
  - Lila Taylor (saison 7, épisode 12 : Time After Time)
  - Violet Duval (saison 9, épisode 20 : Bloodlines)
- 2014 : The Tomorrow People : Talia (saison 1, épisode 16 : Superhero)
- 2016 : Legends of Tomorrow : Betty Seaver (saison 1, épisode 8 : Night of the Hawk)
- 2017-2018 : Valor : Thea (13 épisodes)
- 2017 : Les Voyageurs du Temps (Travelers) : Carrie (saison 2, épisode 7 : 17 Minutes)
- 2018-2023 : Manifest : Michaela Stone (62 épisodes)
- 2023 : Code Quantum : Ellen Grier (saison 2, épisode 1)
- 2024 : Tracker : Dory Shaw (saison 1 épisode 11)